# Caroline Delabie
Caroline Delabie, née le 22 mars 1978, est une coloriste de bande dessinée belge.

## Biographie
Caroline Delabie, autrice et coloriste de bande dessinée belge, est née le 22 mars 1978 à Liège. Bercée dès l'enfance par les classiques du neuvième art (Tintin, Spirou, Thorgal...), elle développe une passion précoce pour l'image et le récit visuel qui orientera définitivement sa trajectoire artistique. 
C'est durant ses études en architecture d’intérieur de l’École supérieure des arts Saint-Luc de Liège qu'elle fait la rencontre du dessinateur Ralph Meyer, événement charnière dans sa carrière artistique. Quelques années plus tard, elle le sollicite pour apprendre la mise en couleur de bandes dessinées. Cette collaboration se révèle si fructueuse qu'elle abandonne progressivement sa carrière d'architecte d'intérieur pour se consacrer entièrement à la bande dessinée. Elle est également formée en luminothérapie et en chromothérapie, deux disciplines qui enrichissent son approche de la couleur. 
Le tandem Delabie-Meyer signe plusieurs séries marquantes : IAN (2007), XIII Mystery t. 1 (2008),  Asgard (2012-2013), ou leur série western à succès Undertaker (2015-...), dont le t. 7 intitulé Mister Prairie est sorti en 2023. Ce western crépusculaire scénarisé par Xavier Dorison.  Dans Undertaker (bande dessinée), elle s'implique dès les premières phases créatives, dialoguant avec les autres auteurs sur les ambiances et les intentions scénaristiques.
Au-delà de son activité artistique, Caroline Delabie cultive d'autres passions révélatrices de sa personnalité multifacette. Devenue guide nature en 2014, elle est aussi céramiste.

## Philosophie artistique
Elle utilise la mise en couleur comme un outil narratif et un outil dramaturgique capable de susciter l'émotion, de renforcer la narration et guider subtilement le regard du lecteur. Sa méthode privilégie l'utilisation de palettes restreintes par séquences, stratégie qui amplifie l'impact dramatique et émotionnel tout en préservant une cohérence visuelle d'ensemble. Perfectionniste et discrète, elle refuse toute ostentation : selon sa philosophie, la couleur doit s'intégrer harmonieusement au dessin, enrichir l'expérience sans jamais la parasiter.
Son regard se nourrit d'une culture visuelle éclectique, puisant aussi bien dans l'histoire de l'art que dans le cinéma et la photographie. Cette curiosité permanente s'accompagne d'une observation minutieuse de la lumière naturelle et des atmosphères, alimentant constamment son vocabulaire chromatique.

#### Articles
- Ralph Meyer et Caroline Delabie (interviewés par Tristan Logghe), « Dans la bulle de… Ralph Meyer et Caroline Delabie », La Ribambulle,‎ 14 novembre 2022 (lire en ligne, consulté le 30 juin 2024).
- Ralph Meyer et Caroline Delabie (interviewés par François Rissel), « Interviews : Ralph Meyer et Caroline Delabie sur la série Undertaker : "L’inspiration, elle vient de nous trois" », ActuaBD,‎ 5 décembre 2022 (lire en ligne, consulté le 30 juin 2024).
- Caroline Delabie (interviewée par Emmanuel Lafrogne), « Interviews : Caroline Delabie: «La couleur joue un rôle crucial» », Toutenbd,‎ 13 novembre 2023 (lire en ligne, consulté le 30 juin 2024).
- Ralph Meyer et Caroline Delabie (interviewés par Christian Missia Dio), « Interviews : Ralph Meyer : « Premier commandement de Washington et de Jefferson aux clampins de ce pays : occupe-toi de tes fesses ! » », ActuaBD,‎ 10 février 2024 (lire en ligne, consulté le 30 juin 2024).

### Podcasts
- Caroline Delabie: la couleur, sur Auvio , 4 décembre 2017, (1 min 31 s).
- Raph Meyer - Caroline Delabie… « Undertaker » ou comment aborder les enjeux de société avec le western en toile de fond…, sur CK Radio, novembre 2023, (17 min 45 s).
- Xavier Dorison, Ralph Meyer et Caroline Delabie pour la BD "Undertaker - Tome 7 : Mister Prairie" (Éd. Dargaud), émission Entrez sans frapper, présentée par Eric Russon, sur La Première , 1er janvier 2024, (14 min).

### Vidéographie
- [vidéo] « ITV Caroline delabie », sur YouTube